# Bulworth
Bulworth es una película del director y actor norteamericano Warren Beatty, realizada y producida por él mismo en 1998. La película trata sobre la campaña por la reelección del senador de California Jay Billington Bulworth (Beatty). Se acerca al tema de la política desde la crítica y la ironía.
Aclamada por una parte de la crítica y ampliamente boicoteada por las multinacionales (tanto que no llegó a ser en su momento ni doblada al castellano a pesar de la popularidad de su reparto).[cita requerida]

## Argumento
El senador demócrata Jay Bulworth, harto de la falsedad del mundo político, arregla su propio asesinato y dedica el cierre de su última campaña electoral a decir sólo la verdad. Durante el transcurso de ésta se arrepiente después de conocer a una atractiva activista política (Halle Berry) y de lograr un éxito inesperado en su campaña. Al final el éxito es tan abrumador que decide presentarse a la presidencia de EE. UU., momento en el cual los lobbys económicos deciden y ejecutan su muerte por ser un peligro a sus intereses.

## Análisis
El filme que mezcla comedia y romance, es una sátira política de la falsedad de la política americana y de la inexistente dicotomía de objetivos entre el Partido Demócrata (progresistas) y el Partido Republicano (conservadores). La tesis de la película gira en torno a la idea de que los dos partidos son marionetas de los ricos, una elite compuesta por bancos, empresas petrolíferas y otras multinacionales. La película también carga contra la pauperización creciente de la clase media americana y el falso conflicto racial que oculta el verdadero conflicto entre clases.

## Premios
Fue nominada al Óscar al mejor guion original del año 1998. 